# Suokumaanjärvi
Suokumaanjärvi är en sjö vid finsk-ryska gränsen, där den största delen ligger på den finländska sidan, i kommunen Villmanstrand i landskapet Södra Karelen. Sjön ligger 35,4 meter över havet. Arean är 3,01 kvadratkilometer och strandlinjen är 10,94 kilometer lång. Sjön  ingår i Vuoksens huvudavrinningsområde.   Den ligger omkring 25 km öster om Villmanstrand och omkring 220 km öster om Helsingfors. 
I sjön finns öarna Kaikkaanluodot och Himmaansaari. 